# Schloss Świdwin

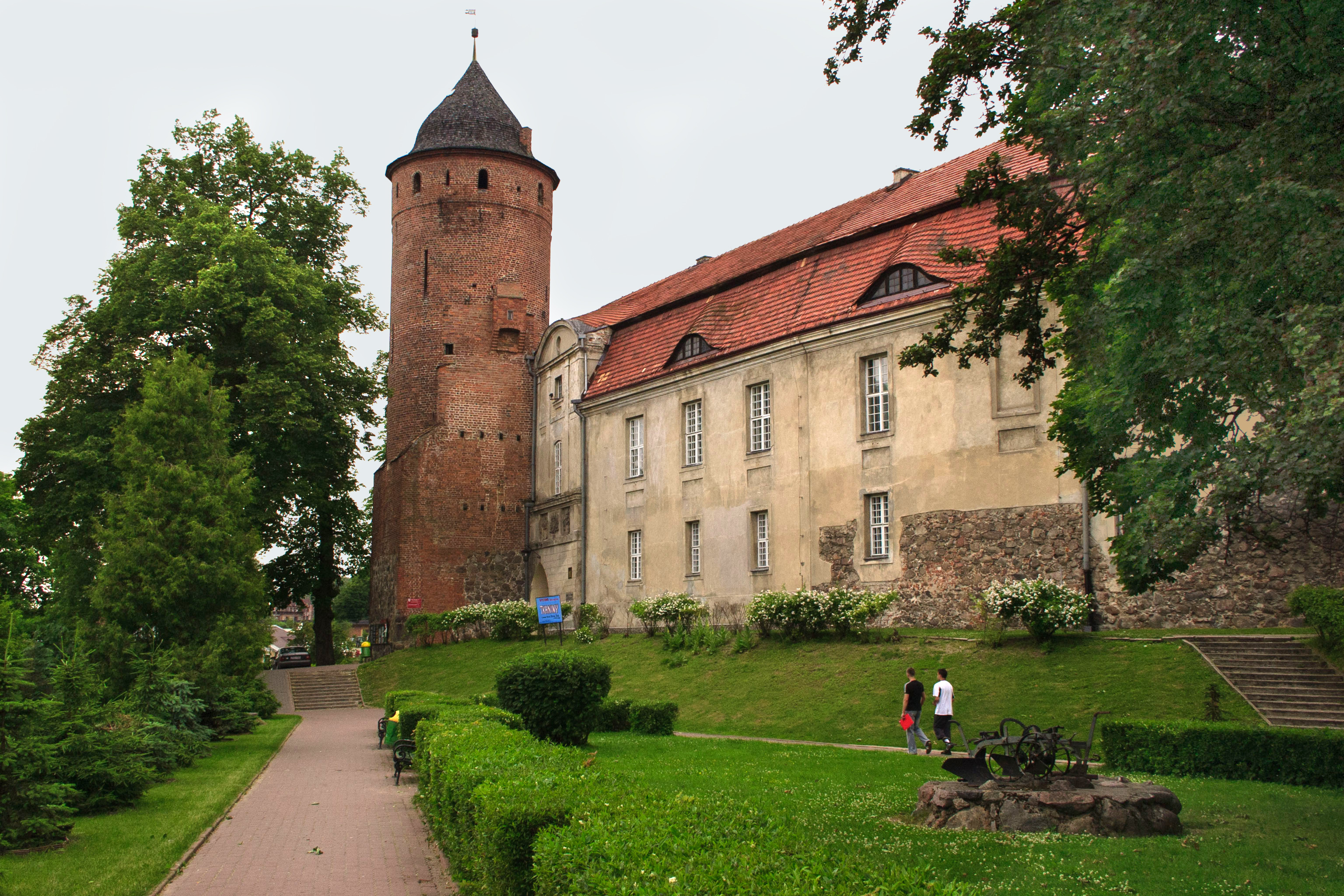
Schloss Schivelbein

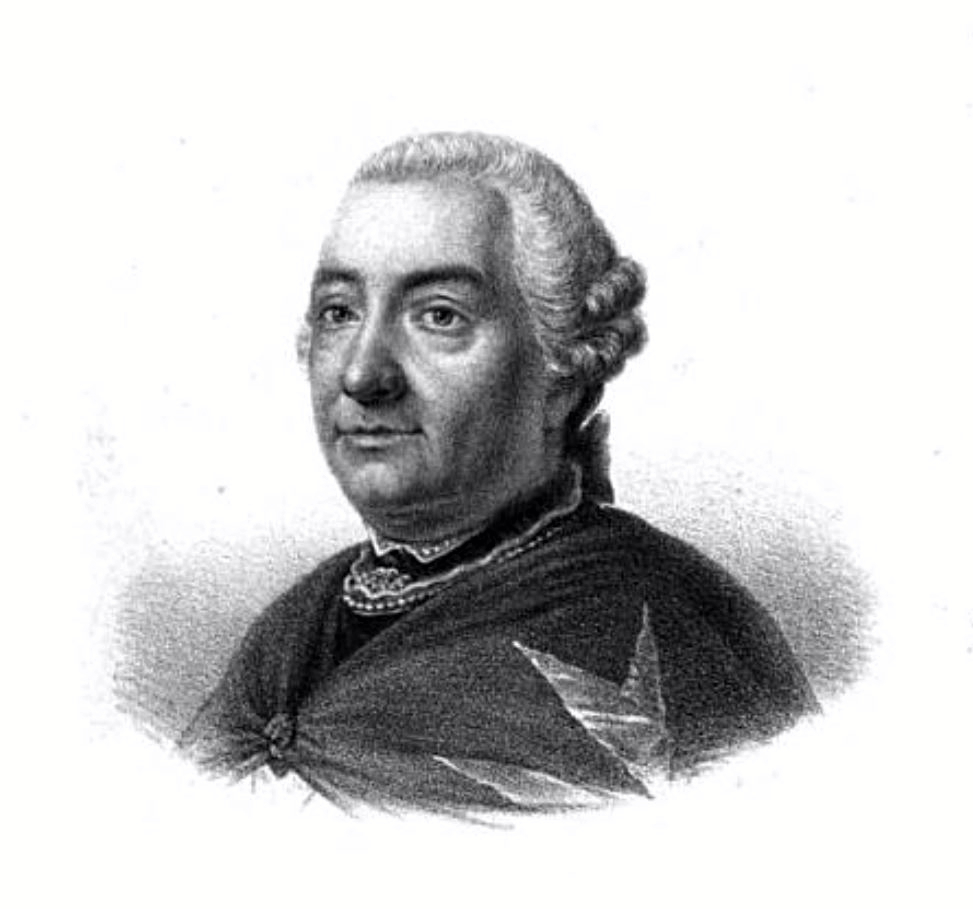
Komtur Leopold Alexander von Wartensleben (1710–1775)

Das Schloss in Świdwin (Schivelbein) beherbergt ein regionales Kulturzentrum. Das Schloss befindet sich am linken Ufer des Flusses Rega in einem Flussknie, nordwestlich von der Stadt.
Die erste Burg wurde von den askanischen Markgrafen von Brandenburg, die das Gebiet um Świdwin/Schievelbein 1258 vom Bistum Cammin gekauft hatten, am Ende des 13. Jahrhunderts errichtet. Sie hatte einen trapezförmigen Grundriss mit einem Wohngebäude an der nördlichen Burgmauer.
Das Adelsgeschlecht der Wedel, vertreten durch den Hofmarschall Wedego von Wedel, ab 1319 Besitzer der Stadt Schivelbein, begann das Schloss zu erweitern, verkauften es aber aus Geldnot 1384 an den Deutschen Orden. Die Ritter verwandelten das Schloss in den Sitz einer Vogtei. Am Ende des 14. Jahrhunderts trugen sie das alte Wohngebäude ab, errichteten den neuen Ostflügel und die Vogtei am Nordabschnitt der Burgmauer sowie ein neues Burgtor mit dem Torturm.
Im Jahr 1445 erwarb der Kurfürst von Brandenburg Friedrich II., „der Eiserne“ aus dem Haus Hohenzollern, das Schloss für die Markgrafschaft zurück. Durch einen Gebietstausch zwischen dem Amt Schivelbein und der Johanniter-Komturei Quartschen gehörte das Schloss seit 1540 dem evangelischen Johanniterorden, der zwei neue Flügel errichtete. Dadurch ist ein geschlossener Innenhof entstanden. Als übergeordneter Bauherr gilt der Herrenmeister Veit von Thümen.
Melchior von Barfuß, der bis 1540 Komtur in Quartschen gewesen war, wirkte anschließend als kurfürstlicher Landvogt im Schivelbeiner und Dramburger Kreis und war hier gleichzeitig Komtur. 1545 wurde der von Margraf Johann von Küstrin schnell nobiltierte Rat Franz von Neumann Komtur zu Schivelbein, er setzte seine Karriere im Orden als Herrenmeister fort, blieb aber als Person in der historische Geschichtsschreibung bei den Johannitern umstritten. Vor Ort wirkten weitere Komture, wesentlich später Kommendatoren genannt. 1571 war Detlof von Winterfeld sen. der örtliche Komtur. Ein weiterer dieser Komture (Comthure; Comptoir) war der Senior von Sonnenburg, Sitz der Balley Brandenburg des Ritterlichen Ordens St. Johannis zu Jerusalem (kurz Johanniterorden), der Sohn des Vorgenannten, Georg von Winterfeld(e), nachfolgend  Senior des Ordens und dann sogar Herrenmeister. Nach ihm folgten Bogislaf von Schwerin und Heino Henrich von Fleming, der seit 1688 und noch nach 1720 im Amt war.
Die Doppelfunktion von Komtur und Landvogt war eine Art Statthalterschaft in Personalunion. Einer der letzten Kommendatoren der Kommende Schivelbein war ein persönlicher Freund Friedrich des Großen, frühzeitig Freimaurer und Träger des Ordens Pour le Mérite, der Graf Leopold Alexander von Wartensleben (1710–1775). Graf Wartensleben starb als amtierender Komtur von Schivelbein.
Nach Auflösung der Schivelbeiner Johanniterordens-Komturei 1808 und der fast zeitgleichen Umwandlung der Balley Brandenburg in eine Vereinsstiftung und damit der faktische Einziehung des Ordenseigentums wurde das Schloss nunmehr Eigentum des Staates Preußen. Die noch 1939 bestehende Schlossmühle wurde als landwirtschaftlicher Hof bezeichnet, mit 8,5 ha. Zuletzt beherbergte es eine Mädchenschule mit Internatsbetrieb.
Seit 1945 stand Schivelbein unter der Verwaltung der Volksrepublik Polen. Das ausgeplünderte Gebäude diente als landwirtschaftliche Schule. 1952 brannte es nieder und wurde von 1962 bis 1968 wiederaufgebaut.
Das Schloss wurde am 29. Juni 1953 und am 28. August 2013 unter A-1191 in das Verzeichnis der Baudenkmäler der Woiwodschaft Westpommern eingetragen.

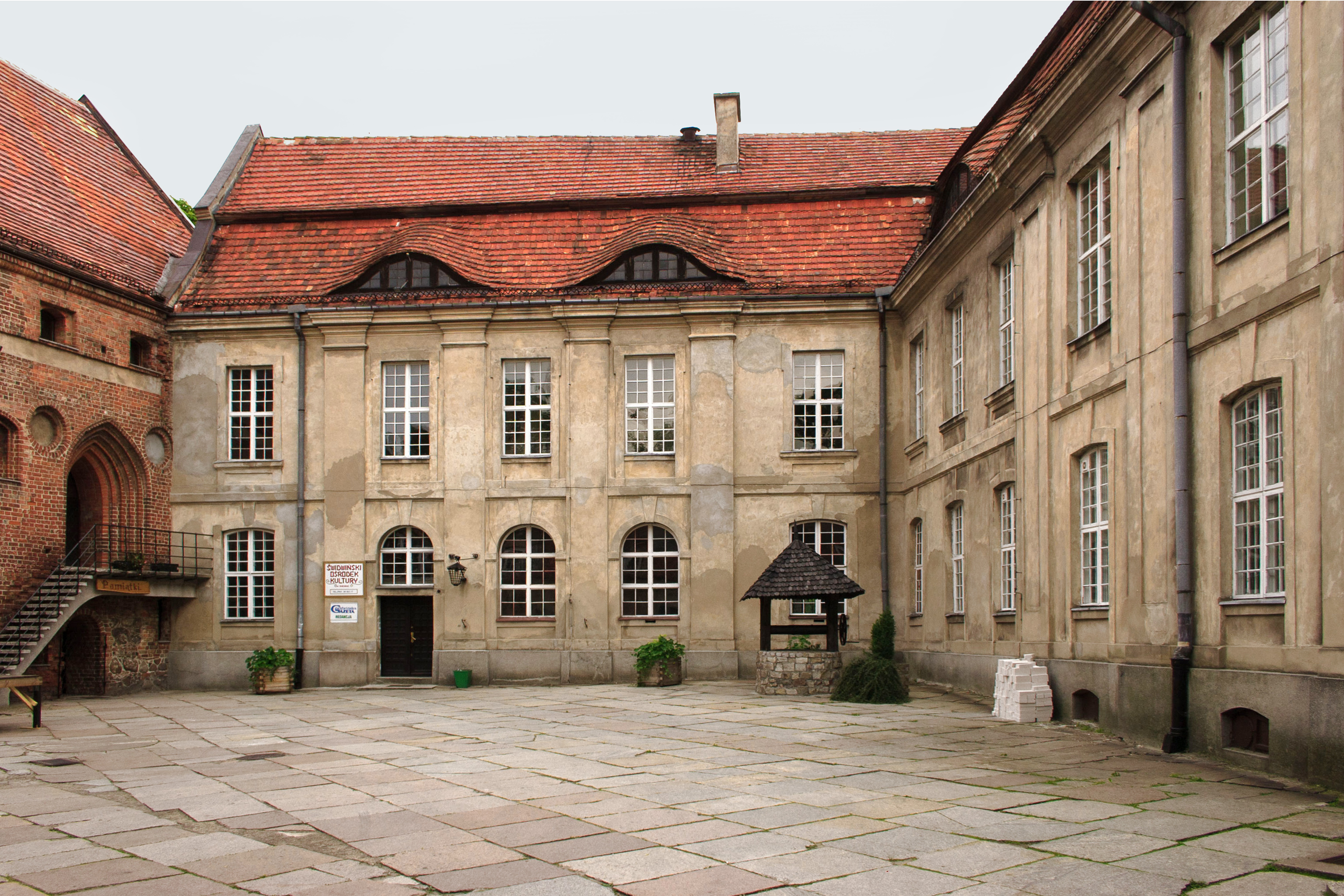
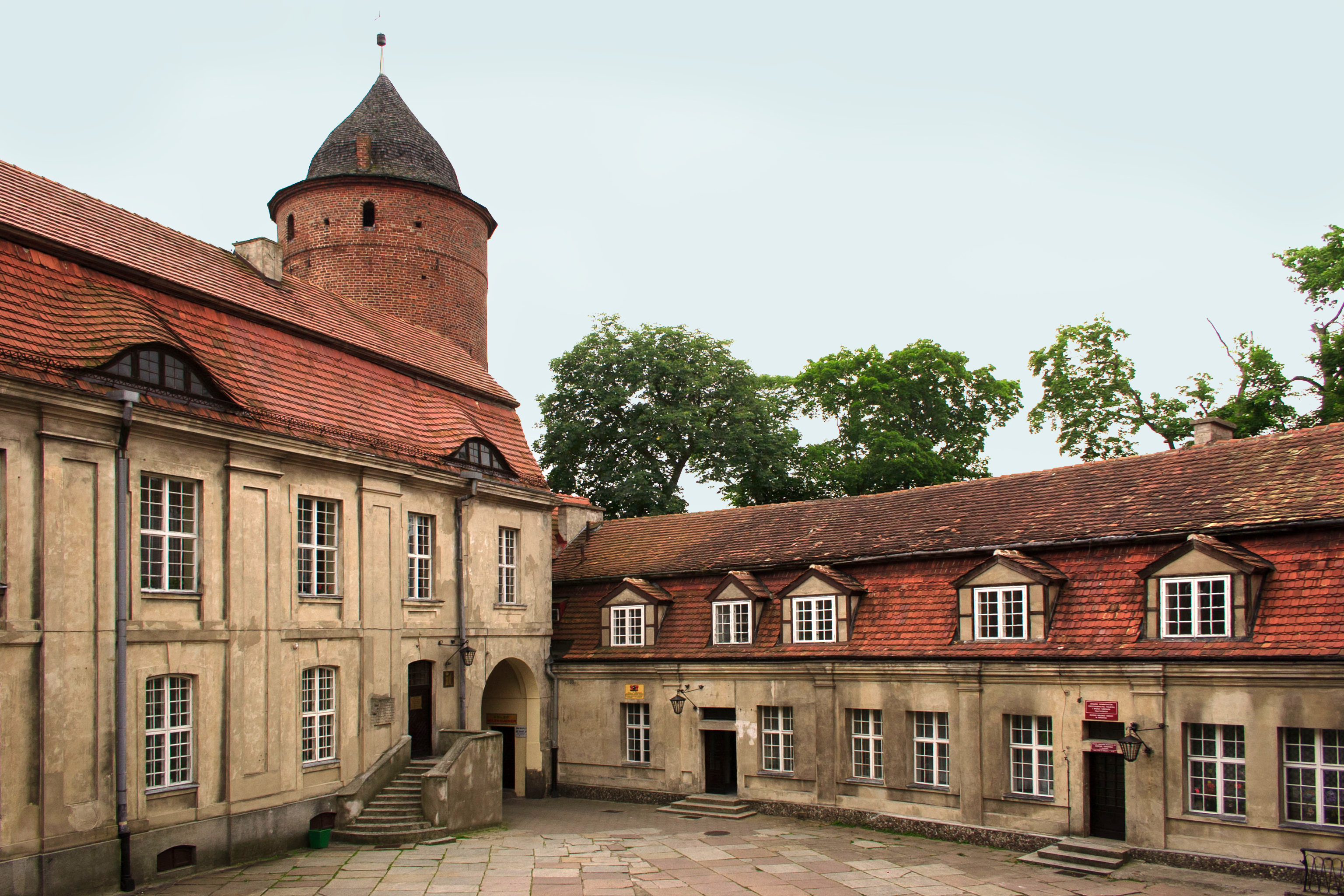
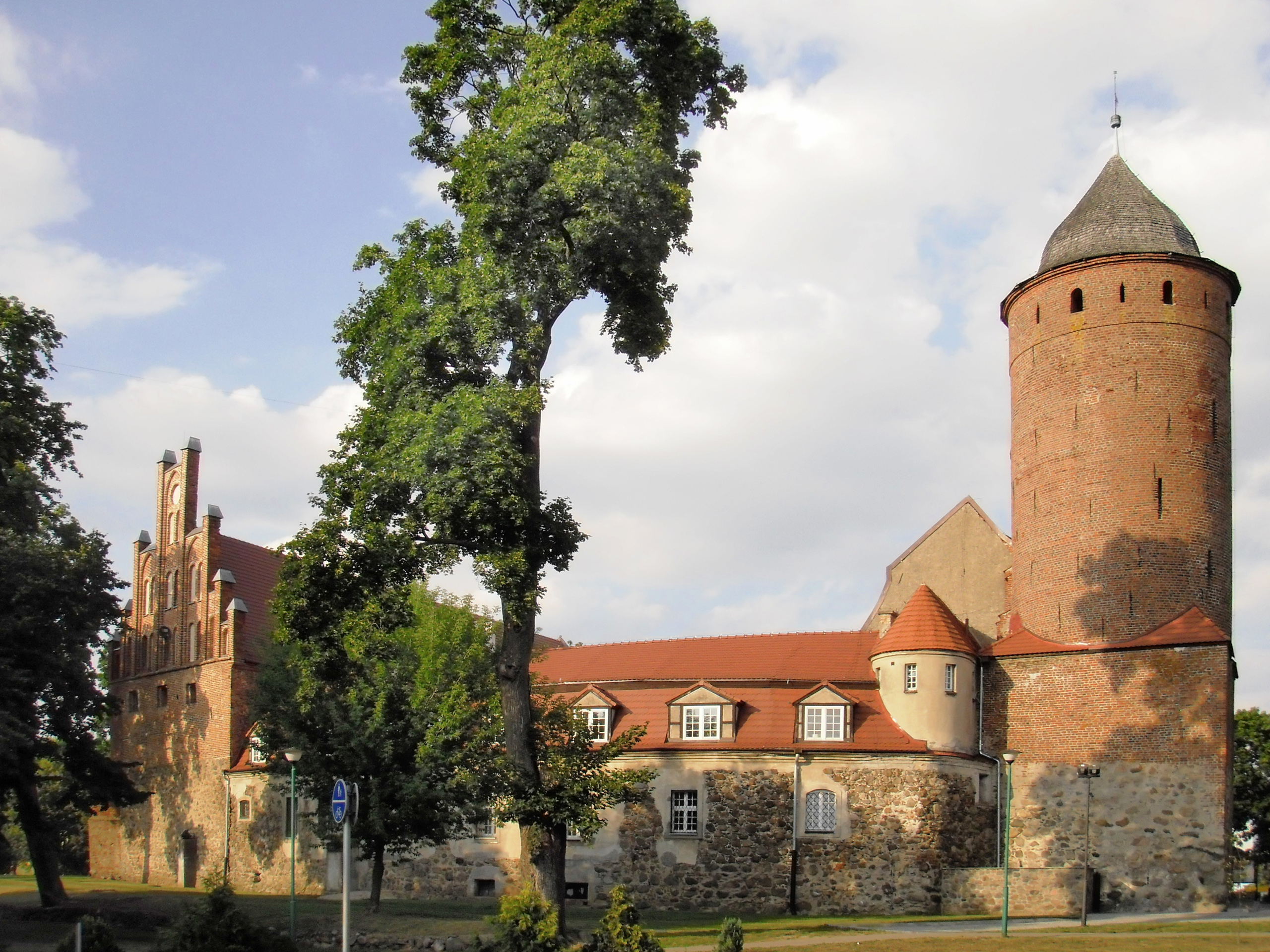
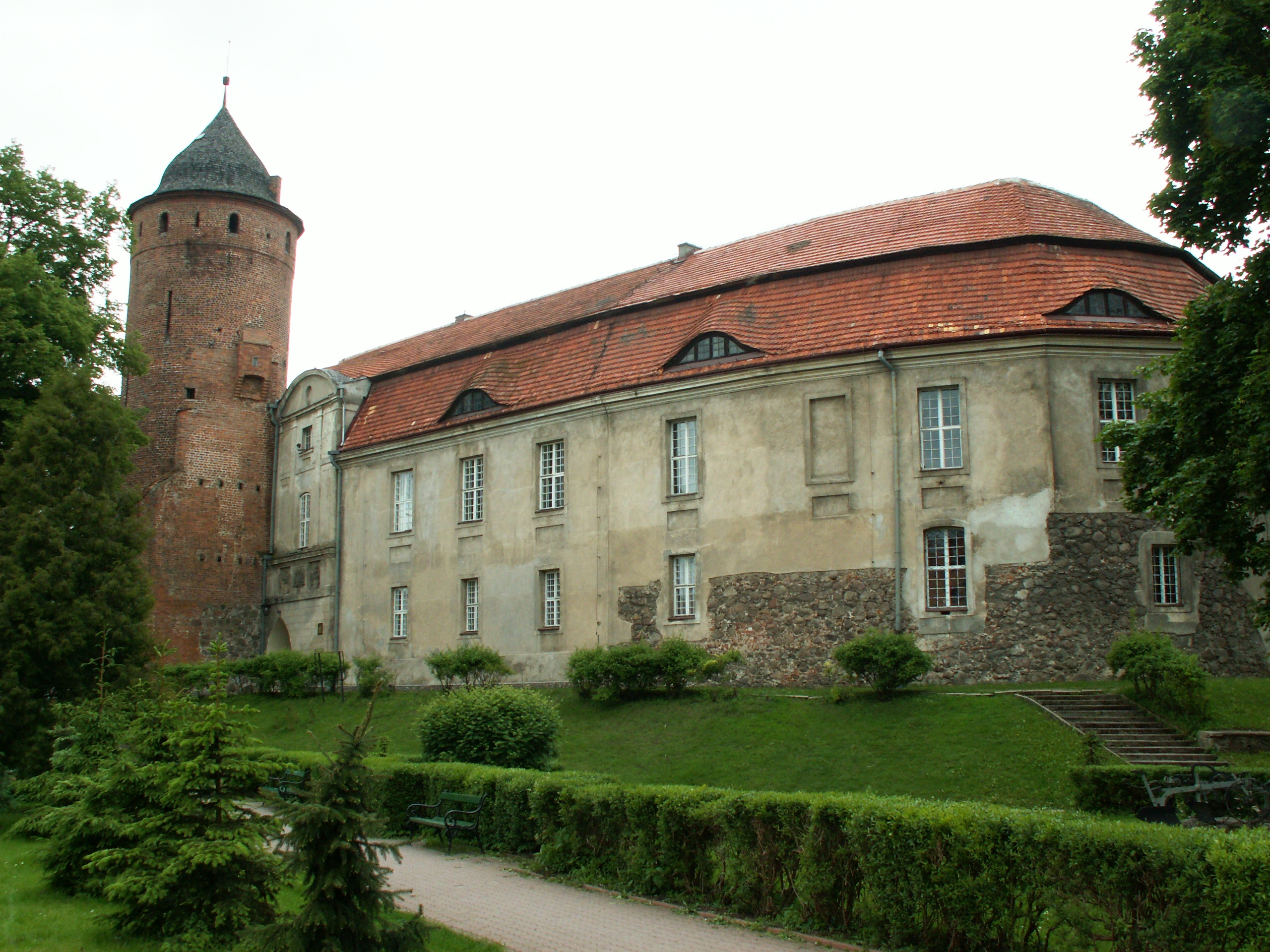